# فرانك إم كوفين
فرانك إم كوفين (بالإنجليزية: Frank M. Coffin)‏ (و. 1919 – 2009 م) هو سياسي، وضابط، وقاضي، وفنان، ومحامي من الولايات المتحدة الأمريكية. ولد في لويستون.
وهو عضو في الحزب الديمقراطي الأمريكي.
توفي في بورتلاند، مين.

## التعليم
تعلم في كلية هارفرد للأعمال، وكلية هارفارد للحقوق.